# We're Going to Ibiza
We're Going to Ibiza è un singolo del gruppo musicale olandese Vengaboys, pubblicato il 30 agosto 1999.

## Descrizione
Il brano, pubblicato il 30 agosto del 1999, è un estratto dall'album The Party Album. La componente musicale è una cover della canzone Barbados dei Tipically Tropical del 1975.

## Classifiche

### Classifiche settimanali
| Classifica (1999) | Posizione massima |
| ----------------- | ----------------- |
| Australia         | 26                |
| Austria           | 12                |
| Belgio (Fiandre)  | 2                 |
| Belgio (Vallonia) | 33                |
| Finlandia         | 9                 |
| Francia           | 25                |
| Germania          | 9                 |
| Irlanda           | 9                 |
| Norvegia          | 3                 |
| Nuova Zelanda     | 6                 |
| Paesi Bassi       | 1                 |
| Regno Unito       | 1                 |
| Spagna            | 9                 |
| Svezia            | 2                 |
| Svizzera          | 7                 |

### Classifiche di fine anno
| Classifica (1999) | Posizione |
| ----------------- | --------- |
| Belgio (Fiandre)  | 7         |
| Francia           | 99        |
| Germania          | 54        |
| Nuova Zelanda     | 31        |
| Paesi Bassi       | 2         |
| Svezia            | 13        |